# Madre con dos hijos

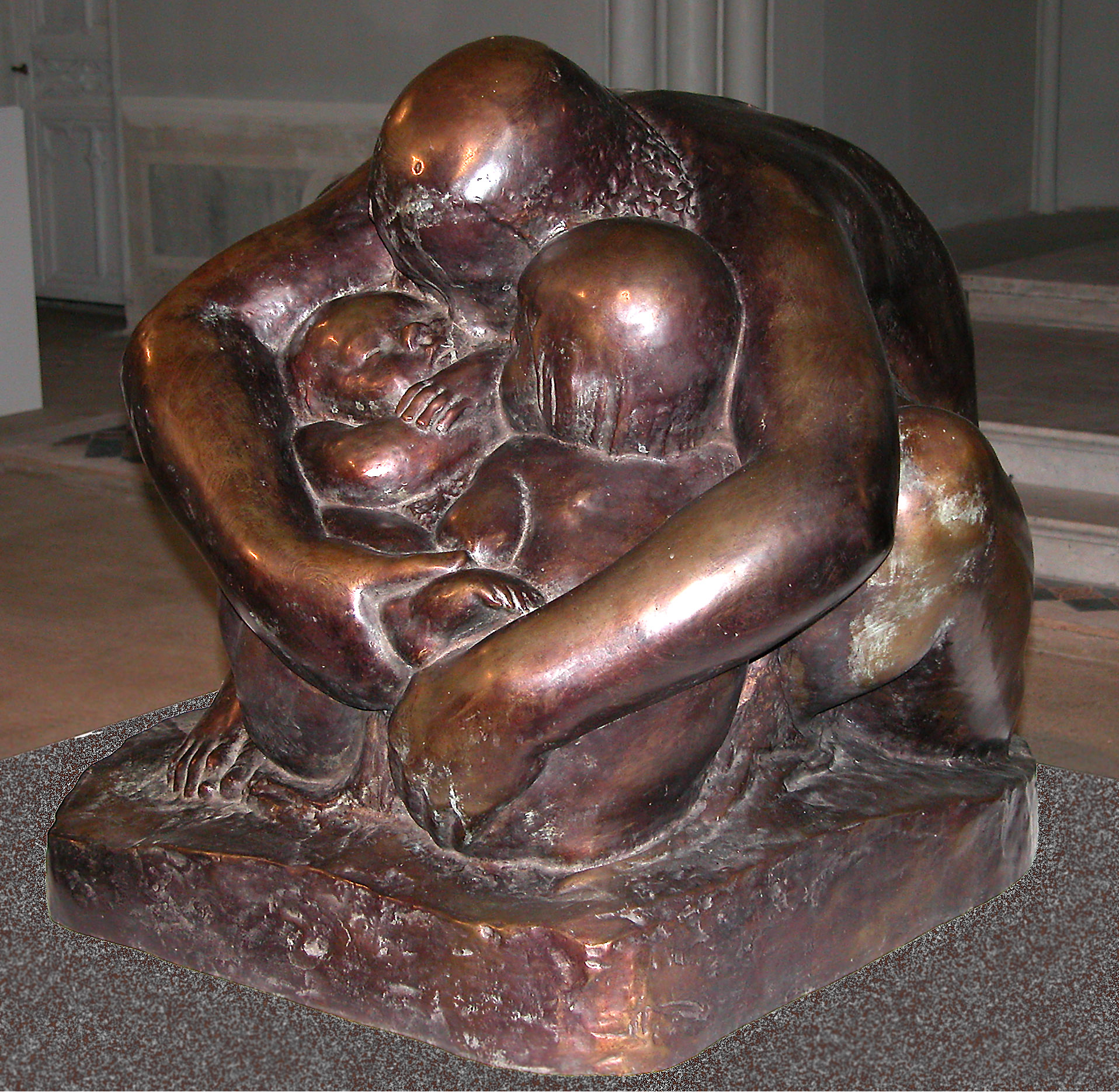
Bronce

Madre con dos hijos es una escultura de la artista alemana Käthe Kollwitz.
A partir de 1910, Kollwitz trabajó el tema de las madres y sus hijos e hijas. En 1936, después de cuatro años de trabajo completó la escultura. El original en bronce se encuentra en el Museo Käthe Kollwitz de Colonia. En 1997, para celebrar el 120 cumpleaños de Kollwitz se instaló una copia de la escultura en piedra, en la oficina del distrito de Prenzlauer Berg, donde se encontraba la antigua casa de la familia Kollwitz.

## Historia
Inicialmente, Kollwitz planeó la escultura como una figura materna con un solo hijo.Después del nacimiento de sus nietas gemelas, agregó un segundo hijo. Las tres figuras desnudas representan el amor de madre y el miedo a perder los hijos. Para Kollwitz, que perdió un hijo en la Primera Guerra Mundial, los temas del amor maternal y la pérdida fueron centrales. La instalación de la escultura deja claro que “la cultura del recuerdo ha vinculado estrechamente la vida del artista con la historia alemana”.
En abril de 1926, Kollwitz trabajó en la versión pequeña de la madre con gemelos [no conservada], y la construcción de la versión grande en yeso, que duró hasta agosto de 1932. En 1936, la obra fue fundida en cemento. Entre el 9 de abril de 1937 al 11 de mayo de 1937, el cantero Geiseler reprodujo la obra en piedra caliza de concha, que fue reelaborado por el escultor de Hamburgo Friedrich Bursch y su cantero. 
Después de la guerra, Fritz Diederich creó una réplica en piedra caliza basada en un modelo imperfecto de yeso y reproducciones fotográficas, que se erigió en Kollwitzplatz en 1950. Otro modelo de yeso fue creado en 1957 por el restaurador Fritz Ehinger utilizando la escultura de yeso original, y en 1958 la fundición de arte Schmäke de Düsseldorf realizó un primer molde de bronce para la ciudad de Krefeld. La fundición de arte berlinesa Noack realizó más fundiciones de bronce posteriormente.